# Borbotana tumefacta
Borbotana tumefacta är en fjärilsart som beskrevs av W. Warren 1913. Borbotana tumefacta ingår i släktet Borbotana och familjen nattflyn. Inga underarter finns listade i Catalogue of Life.